# Проценко, Виктор Трофимович
Виктор Трофимович Проценко — советский военный деятель, контр-адмирал (11.05.1949), кандидат военно-морских наук

## Биография
Родился в 1911 году в Ростове-на-Дону. Член ВКП(б) с 1938 года.
Окончил СККС ВМС РККА (декабрь 1932- январь 1934), АКОС при ВМА им. К. Е. Ворошилова (декабрь 1949- ноябрь 1950), военно-мор. фак-т ВВА им. К. Е. Ворошилова (декабрь 1953— октябрь 1955).
Краснофлотец Электро-минной школы им. А. С. Попова УО МСБМ Кронштадт (ноябрь 1931- декабрь 1932). Ком-p звена (январь 1934-апрель 1937), 3-го отряда (апрель 1937— октябрь 1939), 1-го д-на (октябрь 1939-март 1943) ТКА ТОФ. В Великую Отечественную войну вступил в марте 1943 командиpом 2-й бригады торпедных катеров Черноморского флота (март 1943-ноябрь 1945). 
Из характеристики (1944): «Лично участвовал в боевых операциях по минированию района противника, проявляя смелость, решительность и отличные организаторские способности, отлично провел десантные операции в Новороссийске и на Таманский полуостров, командуя катерами, прорвался в порт под артиллерийско-минометным огнем и нанес значительный ущерб противнику. Командуя второй бригадой торпедных катеров, Проценко умело организовал выполнение боевых заданий, поставленных командованием флота перед бригадой. При наступлении наших войск на Севастополь катера бригады успешно блокировали Севастопольскую базу и беспощадно топили все корабли противника, пытавшиеся уйти в Румынские порты».
Во время войны приобрел опыт скрытной постановки мин на коммуникациях и у баз, занятых пр-ком. Имя П. отмечалось в приказах ВГК.
Ком-p 1-й Севастопольской БТКА (ноябрь 1945-сентябрь 1946; июнь 1947-декабрь 1949). Участвовал в переводе трофейных кораблей б. германского флота в состав ЧФ (авг. — сент. 1946). Ком-p ОВР ГБ флота (сентябрь 1946- июнь 1947) ЧФ. Ком-p Южно-Сахалинской ВМБ 7-го ВМФ, ТОФ (ноябрь 1950-декабрь 1953). Ст. воен. советник команд. Вост. флотом ВМС КНР (январь 1956-ноябрь 1958). Ст. инспектор операт. подготовки Инспекции ВМФ Гл. инспекции МО (ноябрь 1958— май 1971).
С мая 1971 в запасе.
Награжден орд. Ленина (30.12.1956), 3 орд. Красного Знамени (12.09.1943, 01.09.1945, 27.12.1951), орд. Суворова II ст. (18.09.1943), Ушакова II ст. (16.06.1944), 2 орд. Отечественной войны I ст. (26.05.1945,  06.04.1985), орд. Красной Звезды (30.04.1947), медалями, знаком «50 лет пребывания в КПСС» и иностранными наградами.
Умер в Москве в 1992 году. Кремирован; урна с прахом захоронена на Донском кладбище.